# Ispettorato edilizio
L'Ispettorato edilizio è un ufficio del amministrazione comunale che ha il compito di sorvegliare e verificare che le opere eseguite da parte dei privati e di enti diversi sono conformi alle disposizioni vigenti del Regolamento Edilizio. Chiunque intende apportare modifiche, restauri o sopraelevazioni di una certa entità sul proprio fabbricato oppure crearne uno nuovo deve presentare una richiesta al Sindaco volta al rilascio della licenza edilizia.
Il parere sulla conformità di un progetto edilizio al Regolamento Edilizio vigente ed alle eventuali disposizioni del Piano Regolatore viene chiesto alla Commissione Edilizia, che nel suo giudizio si basa sulle relazioni di accompagnamento stese dai vari sottouffici tecnici dello stesso Ispettorato Edilizio.